# Élections législatives de 1885 dans l'Hérault
Les élections législatives de 1885 ont eu lieu les 4 et 18 octobre 1885.

## Députés élus
|   | Député élu         |  | Groupe parlementaire              |
| - | ------------------ |  | --------------------------------- |
| 1 | Émile Vernhes      |  | Extrême gauche                    |
| 2 | Jacques Salis      |  | Extrême gauche                    |
| 3 | Michel Vernière    |  | Extrême gauche                    |
| 4 | Paul Ménard-Dorian |  | Extrême gauche                    |
| 5 | Jean Galtier       |  | Gauche radicale                   |
| 6 | Jules Razimbaud    |  | Gauche radicale et Extrême gauche |
| 7 | Élisée Déandréis   |  | Gauche radicale                   |

## Résultats à l'échelle du département

### Moyenne par liste
| Listes         | Listes            | Premier tour | Premier tour | Sièges |
| Listes         | Listes            | Voix         | %            | Sièges |
| -------------- | ----------------- | ------------ | ------------ | ------ |
|                | Liste radicale    | 51 283       | 52,37        | 7      |
|                | Liste monarchiste | 41 807       | 42,70        | 0      |
|                | Liste socialiste  | 4 061        | 4,15         | 0      |
|                |                   |              |              |        |
| Inscrits       | Inscrits          | 134 909      | 100,00       | 7      |
| Votants        | Votants           | 98 282       | 72,85        |        |
| Abstention     | Abstention        | 36 624       | 27,15        |        |
| Blancs et nuls | Blancs et nuls    | 364          | 0,37         |        |
| Exprimés       | Exprimés          | 97 918       | 99,63        |        |

### Par candidats
| Candidat       | Candidat           | Tendance            | Premier tour | Premier tour |
| Candidat       | Candidat           | Tendance            | Voix         | %            |
| -------------- | ------------------ | ------------------- | ------------ | ------------ |
|                | Émile Vernhes      | Républicain radical | 52 524       | 53,64        |
|                | Jacques Salis      | Républicain radical | 52 417       | 53,53        |
|                | Michel Vernière    | Républicain radical | 51 991       | 53,10        |
|                | Paul Ménard-Dorian | Républicain radical | 51 457       | 52,55        |
|                | Jean Galtier       | Républicain radical | 51 346       | 52,44        |
|                | Jules Razimbaud    | Républicain radical | 50 069       | 51,13        |
|                | Élisée Déandréis   | Républicain radical | 49 180       | 50,23        |
|                |                    |                     |              |              |
|                | Leroy-Beaulieu     | Monarchiste         | 42 677       | 43,58        |
|                | Teissonnière       | Monarchiste         | 42 524       | 43,43        |
|                | De Giraud          | Monarchiste         | 41 770       | 42,66        |
|                | De Puységur        | Monarchiste         | 41 523       | 42,41        |
|                | Vernazobres        | Monarchiste         | 41 512       | 42,39        |
|                | Chamajou           | Monarchiste         | 41 393       | 42,27        |
|                | Bougault           | Monarchiste         | 41 251       | 42,13        |
|                |                    |                     |              |              |
|                | Blaise             | Socialiste          | 5 373        | 5,49         |
|                | Maujan             | Socialiste          | 4 615        | 4,71         |
|                | Barberat           | Socialiste          | 4 432        | 4,53         |
|                | Bernard            | Socialiste          | 4 313        | 4,40         |
|                | Martin             | Socialiste          | 3 750        | 3,83         |
|                | Xavier de Richard  | Socialiste          | 3 095        | 3,16         |
|                | Vidal              | Socialiste          | 2 850        | 2,91         |
|                |                    |                     |              |              |
| Inscrits       | Inscrits           | Inscrits            | 134 909      | 100,00       |
| Votants        | Votants            | Votants             | 98 282       | 72,85        |
| Abstention     | Abstention         | Abstention          | 36 624       | 27,15        |
| Blancs et nuls | Blancs et nuls     | Blancs et nuls      | 364          | 0,37         |
| Exprimés       | Exprimés           | Exprimés            | 97 918       | 99,63        |